# Anja Blieninger
Anja Blieninger (Unterammergau, 15 giugno 1981) è un'ex sciatrice alpina tedesca specialista delle prove tecniche.

## Biografia
Attiva in gare FIS dal dicembre del 1996, la Blieninger esordì in Coppa Europa il 5 dicembre 1998 a Špindlerův Mlýn in slalom speciale e in Coppa del Mondo il 18 febbraio 2001 a Garmisch-Partenkirchen nella medesima specialità, in entrambi i casi senza concludere la gara. Nella stagione 2004-2005 colse tutti suoi quattro podi in Coppa Europa, dal primo nello slalom gigante di Courchevel del 18 gennaio (2ª) all'ultimo nello slalom speciale di Passo del Tonale del 2 marzo (3ª), inclusa la sua unica vittoria nello slalom speciale di Lenggries del 20 gennaio.
Ottenne il suo miglior piazzamento in Coppa del Mondo nello slalom speciale di Maribor dell'8 gennaio 2006 (12ª); nella medesima località disputò anche la sua ultima gara nel massimo circuito internazionale, con il 21º posto ottenuto nello slalom speciale del 17 gennaio 2010, mentre la sua ultima gara in carriera fu lo slalom speciale di Coppa Europa disputato a Gressoney-La-Trinité il 10 dicembre seguente, che non completò. In carriera non prese parte a rassegne olimpiche o iridate.

## Palmarès

### Coppa del Mondo
- Miglior piazzamento in classifica generale: 73ª nel 2006

### Coppa Europa
- Miglior piazzamento in classifica generale: 4ª nel 2005
- 4 podi:
  - 1 vittoria
  - 2 secondi posti
  - 1 terzo posto

#### Coppa Europa - vittorie
| Data            | Località  | Paese    | Specialità |
| --------------- | --------- | -------- | ---------- |
| 20 gennaio 2005 | Lenggries | Germania | SL         |

Legenda:

SL = slalom speciale

#### Coppa Europa - gare a squadre
- 1 podio:
  - 1 vittoria

### Campionati tedeschi
- 1 medaglia[1]:
  - 1 argento (slalom gigante nel 2005)